# 에토모정
가카촌(일본어: 恵曇町)은 시마네현 야쓰카군에 있던 정이다. 현재의 마쓰에시에 해당한다.

## 역사
- 1889년 4월 1일 - 정촌제 시행에 의해 시마네군 4개 우라(浦)의 구역을 가지고 에토모촌이 성립하였다.
- 1896년 4월 1일 - 군의 통합에 의해 야쓰카군에 소속되었다.
- 1947년 12월 28일 - 정으로 승격해 에토모정이 되었다.
- 1956년 3월 3일 - 고부촌, 미쓰촌, 사다촌과 합병해 가시마정이 성립하여, 동일 에토모정은 폐지되었다.

## 참고문헌
- 角川日本地名大辞典 32 島根県